# Kostinbrod
Kostinbrod (Bulgaars: Костинброд) is een stad en gemeente in het westen van Bulgarije in de oblast Sofia. Kostinbrod ligt 15 km ten westen van de Bulgaarse hoofdstad Sofia. De economie van Kostinbrod was in de communistische periode vooral gebaseerd op pluimveehouderij en veeteelt, maar na de val van het communisme hebben zich een aantal internationale bedrijven gevestigd, zoals een grote fabriek van Coca-Cola.

## Bevolking
Tussen 1934 en 1985 verdrievoudigde de bevolking van de stad Kostinbrod zich. Na de val van het communisme schommelt het inwonersaantal tussen de 11 à 12 duizend.
| stad Kostinbrod     | 3.961  | 4.612  | 6.281  | 10.151 | 12.053 | 12.600 | 12.123 | 12.220 | 12.193 | 11.423 |
| gemeente Kostinbrod | 14.210 | 15.442 | 15.635 | 18.649 | 19.715 | 19.321 | 17.951 | 18.015 | 17.846 | 16.752 |

De stad heeft een zeer heterogene bevolking, aangezien bijna 98% uit etnische Bulgaren bestaat, gevolgd door een kleine  Romani-gemeenschap. Ongeveer 90% van de bevolking is lid van de Bulgaars-Orthodoxe Kerk, gevolgd door mensen zonder religie (4%) en kleinere aantallen katholieken, protestanten en moslims.